# Zbąszynek (stacja kolejowa)
Zbąszynek – stacja kolejowa w Zbąszynku, w województwie lubuskim, w Polsce. Według klasyfikacji PKP ma kategorię dworca lokalnego. W latach 1925–1939 był stacją graniczną po niemieckiej stronie.

## Historia
Stacja została oddana do użytku w 1925 r. jako nowa stacja graniczna, gdy pobliski Zbąszyń stał się graniczną stacją Polski. Wybór lokalizacji nie obył się bez trudności, gdyż pierwotna koncepcja budowy stacji w okolicy Dąbrówki Wielkopolskiej została zmieniona na skutek problemów z wykupem gruntów pod zabudowę. Ostatecznie osadę wybudowano na polach wsi Kosieczyn. W okresie międzywojennym stworzono dużą i nowoczesną infrastrukturę kolejową oraz kolonię według koncepcji miasta-ogrodu (projektantem był Friedrich Veil). Neu Bentschen w tym okresie zamieszkiwali w przeważającej większości Niemcy pracujący na kolei. Przywódca Koreańskiej Partii Pracy Kim Ir Sen odwiedził stację kolejową w Zbąszynku w 1984 r.
Obecnie w byłej lokomotywowni serwisowane są zespoły trakcyjne Kolei Wielkopolskich, m.in. typu Pesa Elf.

## Ruch pasażerski
| Rok  | Wymiana roczna | Wymiana pasażerska na dobę | Miejsce w Polsce |
| ---- | -------------- | -------------------------- | ---------------- |
| 2017 | 694 000        | 1900                       |                  |
| 2018 | 694 000        | 1900                       |                  |
| 2019 | 767 000        | 2100                       |                  |
| 2020 | 586 000        | 1600                       | 98               |
| 2021 | 694 000        | 1900                       |                  |
| 2022 | 1 058 500      | 2900                       |                  |
| 2023 | 839 500        | 2300                       |                  |